# エムルシン
エムルシン (emulsin) とは、アミグダリンやプルナシンなどの青酸配糖体を分解する加水分解酵素群の混合物である。種々のβ-グルコシダーゼを含む。

## 性質
主に苦味アーモンドやアンズの種子、未成熟なウメなどのバラ科の多くの種子や果実に含まれている。これらには青酸配糖体が含まれており、それをグルコースとマンデロニトリル、シアン化水素に分解する。シアン化水素は猛毒であるが、時間とともに徐々に消失していくので、熟したウメやアンズなどをヒトが経口摂取してもシアン化物中毒に陥る心配はほとんどない。エムルシンに含まれる様々な酵素のなかでも、特に活性を示すのはβ-グルコシダーゼとβ-ガラクトシダーゼである。種子中のエマルジョン (乳濁液) にこの酵素活性があることから、1837年J.リービッヒによって名付けられた。

### 生体内でのはたらき
高濃度の青酸配糖体が残った状態で経口摂取すると、エムルシンおよび胃酸によって青酸配糖体が加水分解されてシアン化水素が発生し、シアン化物中毒を引き起こす。